# Ivan Richter
Ivan Richter (6. prosince 1953 Praha – 22. listopadu 2000 Praha) byl český herec, syn herce Karla Richtera.

## Životopis
Studoval gymnázium, které však nedokončil, a později se vyučil cizelérem. K herectví ho přivedly návštěvy dramatického kroužku. Účinkoval v Divadle E. F. Buriana. Ve filmech hrál většinou malé role mladíků a nejvíce se uplatnil v dabingu. V dabingu propůjčil svůj hlas například Micku Jaggerovi ve filmu Freejack. Zemřel v Praze v roce 2000.

## Filmografie
- 1977 – Zrcadlení
- 1977 – Proč nevěřit na zázraky
- 1995 – Život na zámku
- 1997 – Zdivočelá země
- 1983 – Modrý kosatec

## Dabing
- 1971 – Columbo
- 1997 – Ztracený svět: Jurský park
- 1992 – Freejack
- 1998 – Chobotnice